# Das Frühstück der Ruderer

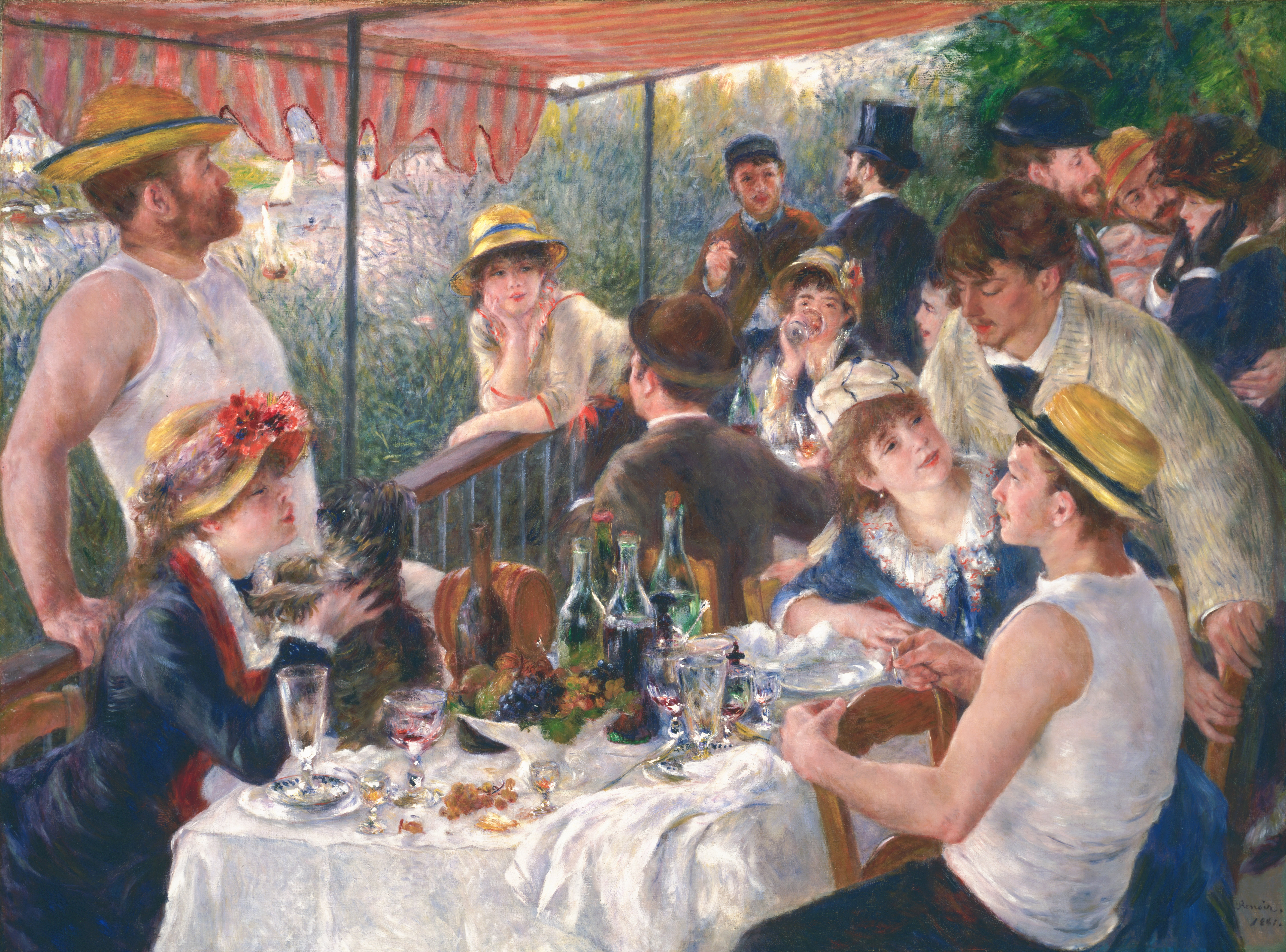
Das Frühstück der Ruderer
Pierre-Auguste Renoir, 1880–81
130 × 173 cm
Öl auf Leinwand
Phillips Collection, Washington, D.C.

Das Frühstück der Ruderer (französisch Le déjeuner des canotiers) ist ein 1880–81 entstandenes Gemälde des französischen Malers Pierre-Auguste Renoir. Das 130 × 173 cm große, in Öl auf Leinwand gemalte Bild zeigt ein Gruppenporträt seiner Freunde auf der Terrasse des Restaurant Fournaise in Chatou. Das bis heute existierende Ausflugslokal befindet sich direkt an der Seine, die im Hintergrund zu erkennen ist. Das Gemälde gehört zu den Hauptwerken des Künstlers und ist in seiner Malweise und Farbigkeit ein typisches Beispiel für die Malerei des Impressionismus. Das Frühstück der Ruderer befindet sich in der Sammlung der Phillips Collection in Washington, D.C.

## Die abgebildeten Personen
Die Identität der abgebildeten Personen ist zwischen Kunsthistorikern lange diskutiert worden. Zu den frühesten Untersuchungen gehören die Recherchearbeiten von Julius Meier-Graefe aus dem Jahr 1912, die weitestgehend mit den Aufzeichnungen des Archivs des Kunsthändlers Paul Durand-Ruels übereinstimmen. Zudem gab der Sohn des Künstlers, Jean Renoir, wichtige Hinweise zu den dargestellten Personen. Die verschiedenen Schlussfolgerungen wurden schließlich 1981 im Auftrag der Phillips Collection von der Kunsthistorikerin Martha Carey zusammengefasst.
Im Bild links vom Tisch sitzt Aline Charigot, die mit ihrem Hund beschäftigt ist. Sie hatte Renoir erst kurz zuvor kennengelernt und wurde später seine Ehefrau. Hinter ihr steht an die Brüstung gelehnt Jules-Alphonse Fournaise. Er war der Sohn des Restaurantbesitzers und für den Bootverleih des Ausflugslokals zuständig. Nur er und der ihm gegenüber sitzende junge Mann sind in einer für die damalige Zeit bei Bootssportlern üblichen Kleidung dargestellt. Bei diesem rechts vom Tisch sitzenden Mann, mit den Händen an der Stuhllehne, handelt es sich um den Maler Gustave Caillebotte, der in diesem Bild etwas jünger erscheint, als er tatsächlich 1880 war. Caillebotte widmete sich neben der Malerei auch intensiv dem Ruder- und Segelsport. Die Frau links neben ihm, die den Blick auf ihn gerichtet hat, ist die Schauspielerin Angèle Legault. Über diese beiden Personen beugt sich der italienische Journalist Adrien Maggiolo.
Hinter Maggiolo befindet sich eine Gruppe von drei Personen. Die Frau am rechten Bildrand, die sich die Ohren zuzuhalten scheint, ist die Schauspielerin Jeanne Samary. Renoir hat sie in verschiedenen Bildnissen porträtiert. Direkt neben ihr, mit dem hellen Hut, hat der Maler Paul Lhote sein Gesicht zu ihr gewandt. Eugène-Pierre Lestringuez, ein weiterer Freund Renoirs, ist der Mann mit dem dunklen Hut. Unklar ist die Identität der männlichen Person links von Maggiolos Schulter, die fast nur als Profil zu sehen ist. Zu der weiblichen Person, die gerade aus einem Glas trinkt, gibt es verschiedene Vermutungen. Hier könnte erneut Angèle Legault Modell gesessen haben, oder wie Jean Renoir behauptete, die Schauspielerin Ellen Andrée abgebildet sein. Bei den beiden Männern hinter dieser trinkenden Frau handelt es sich um den Kunstschriftsteller Charles Ephrussi, der in Rückenansicht erst spät in die Komposition eingefügt wurde. Ihm gegenüber steht möglicherweise sein Sekretär, der Dichter Jules Laforgue.
Ebenfalls in Rückansicht ist der Mann mit rundem Hut am Ende des Tisches porträtiert, der als Baron Raoul Barbier identifiziert worden ist. Seinen Blick hat er auf die Frau am Ende der Balustrade gerichtet, deren Identität ebenfalls nicht eindeutig geklärt ist. Es könnte sich hierbei um Louise-Alphonsine Fournaise handeln, die Tochter des Restaurantbesitzers und Schwester des vorn an der Brüstung stehenden Mannes. Sie wäre ebenso wie ihr Bruder als Modell in Chatou leicht verfügbar gewesen, anders als Renoirs Freunde, die für die Porträtsitzungen extra aus Paris anreisen mussten.

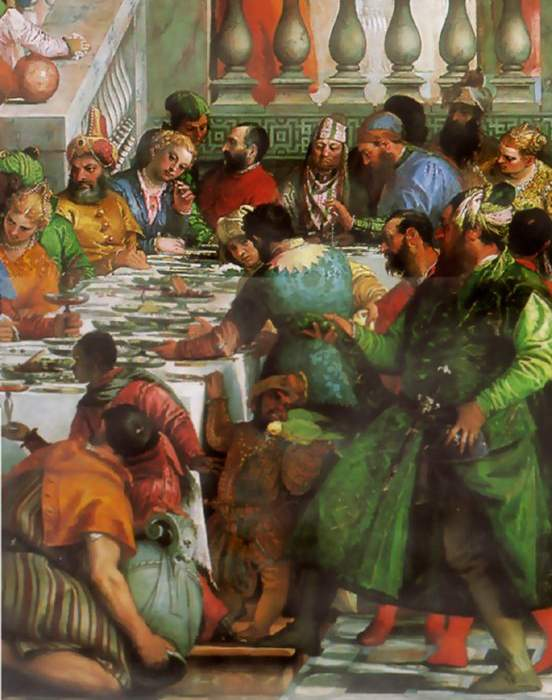
Paolo Veronese: Die Hochzeit zu Kana (Detail), 1562–63, Louvre, Paris, mögliches Vorbild für Renoirs Frühstück der Ruderer

## Das Gemälde im Film
In dem Spielfilm Die fabelhafte Welt der Amélie von Jean-Pierre Jeunet wird das Gemälde jedes Jahr von einem Maler mit einer Glasknochen-Krankheit nachgemalt.